# Boeing XB-38 Flying Fortress
Le Boeing XB-38 , ou Vega XB-38, est un prototype de bombardier américain de la Seconde Guerre mondiale issu de la remotorisation d'un B-17. L'avion est détruit dans un accident, à la suite d'un incendie moteur, le 16 juin 1943.

## Historique

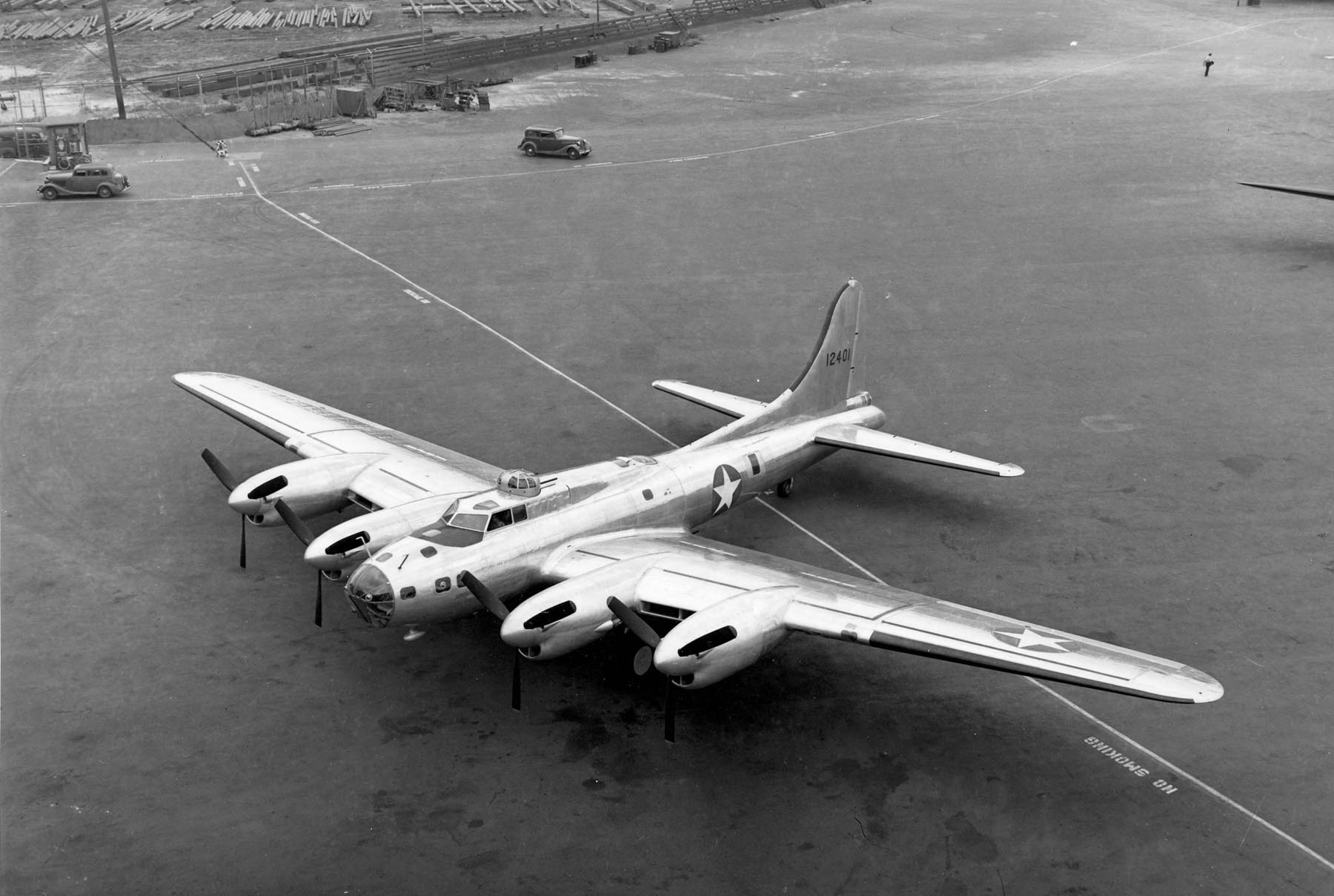
Le XB-38 au sol.

Le XB-38 est le résultat de l'installation du moteur Allison V-1710-89 au B-17 Flying Fortress. Un seul prototype a été construit à partir d'un B-17E existant immatriculé 41-2401. La conversion par Vega Aircraft Corporation (en), une filiale de Lockheed, prit moins d'un an et le premier et unique Vega XB-38 s'envola le 19 mai 1943.
Le XB-38 se révéla légèrement plus rapide que le B-17E original mais quelques problèmes techniques firent surface. Notamment un problème avec les conduits de collecteurs de gaz d'échappement. Ce problème a été rapidement réglé et le B-38 a été capable de reprendre ses vols d'essais. Cependant le 16 juin 1943, au cours du neuvième vol d'essai, le moteur numéro trois (au centre à droite) prit feu et l'équipage fut forcé d'abandonner l'appareil qui s'écrasa près de Tipton (Californie) et fut détruit. Un pilote trouva la mort, son parachute ne s'étant pas ouvert, un autre fut sérieusement blessé par son parachute qui s'était mal ouvert. 
Le programme stoppa à cette date pour ne plus jamais reprendre étant donné la grande demande pour les moteurs Allison pour les chasseurs comme le Lockheed P-38 Lightning, le Bell P-39 Airacobra et le Curtiss P-40 Warhawk.

### Appareils comparables
- Boeing XB-39 Superfortress